# ユニバーサルサービス
ユニバーサルサービス（英語: Universal service）とは、一般的には社会全体で均一に維持され、誰もが等しく受益できる公共的なサービスの全般を指し、電気、ガス、水道から放送、郵便、通信や公的な福祉と介護などでの、「地域による分け隔て」のない便益の提供義務を強調して用いられることが多い。

## 4つの条件
一般には公平性に関して、次の「4つの条件」がユニバーサルサービスには必須である。
1. どこでも - 収益が上げられる都会のみならず、山村や離島などの田舎でも利用可能な地理的公平性
2. 誰でも - 身分を問わず、利用可能な社会的公平性
3. 負担可能な - 経済的公平性（採算のない田舎へ提供するにあたり、それを理由に安易な値上げをすることは許されない）
4. 均一なサービス - 技術的公平性（サービス提供レベルが均一であること）

## 分野

### 電力
電気事業法に基づき、一般送配電事業者10社（北海道電力ネットワーク・東北電力ネットワーク・東京電力パワーグリッド・中部電力パワーグリッド・北陸電力送配電・関西電力送配電・中国電力ネットワーク・四国電力送配電・九州電力送配電・沖縄電力）が提供している電力の送配電事業。また、一般送配電事業者は本土と電気的に接続されていない離島において、本土並みの価格で電力を供給する離島供給（離島ユニバーサルサービス）の義務を課されており、離島供給のコストは託送料金の一部として、最終的には同じ一般送配電事業者の全域の需要家が広く負担する形となる。

### 保健医療
日本の医療では、国民健康保険・国民年金が担っている。

### 郵便
日本では、日本郵政グループの日本郵便が提供している郵便事業。

### 電気通信
日本では、NTTグループのNTT東西が提供している電信・電話事業。電気通信事業法第7条に基づき、NTT東西のサービスは基礎的電気通信役務と呼ばれている。
固定電話や公衆電話は、法律によって提供の義務が定められている（電気通信事業法）。そのため、これらの企業は「ユニバーサルサービス」として、村・離島を含めた全ての市・町・村を対象にサービスを提供しなければならないが、ブロードバンドインターネット接続のサービスに関しては、基礎的電気通信役務としての提供が義務付けられていない。

### 放送
日本では、NHK（日本放送協会）が提供しているテレビ・ラジオ放送事業。

## クリーム・スキミング
ユニバーサルサービスに分類される各種の業務を民間サービス業として見た場合、産業として安定的であり、国や社会からの財政的援助も期待できるなど、条件さえ合致すれば新規参入を求める企業が多数いても不思議ではない。ただし、こういった業務は「地域を問わず普遍的に提供する」ことが求められるため、（人口の多さゆえに）収益性が高く見込まれる「都市部（県庁所在地など）に限定したサービス」および（人口の少なさゆえに）採算が見込まれない「田舎を対象外にしたサービス」が参入することは、公共への公平性の点で問題となる。
新規参入者などが「いいとこ取り」を図る行為は「クリーム・スキミング」 (Cream skimming) や「チェリー・ピッキング」 (Cherry picking) と呼ばれ、ユニバーサルサービスに反するものとして糾弾される。